# Шукраян-1
Шукраян-1 (хінді : शुक्रयान-1, «Венеріанський корабель-1») — місія Індійської організації космічних досліджень (ISRO) для вивчення поверхні Венери та її атмосфери.
2017 року виділено кошти для завершення попередніх випробувань, та оголошено заявки на придбання інструментів. Орбітальний апарат, залежно від його остаточної конфігурації, матиме корисне навантаження приблизно 100 кг за доступної потужності 500 Вт. Очікується, що початкова еліптична орбіта навколо Венери матиме 500 км у перигеї та 60 000 км в апогеї.
Станом на травень 2022 року запуск заплановано на грудень 2024 року.

## Огляд
Ґрунтуючись на успіхах Чандраяна та Мангальяна, ISRO вивчає можливість майбутніх міжпланетних місій до Марса та Венери, найближчих сусідів Землі. Концепцію місії на Венеру вперше представлено на космічній зустрічі в Тірупаті 2012 року. Уряд Індії у бюджеті на 2017–2018 роки збільшив бюджет Міністерства космосу на 23%. У розділі, присвяченому космічним наукам, у бюджеті згадано асигнування на «Марсіанський орбітальний апарат II та політ на Венеру» і після запиту на гранти у 2017–2018 роках дозволено завершити попередні дослідження. Від 2016 до 2017 року ISRO співпрацював з JAXA для вивчення атмосфери Венери з використанням сигналів від Акацукі в радіозатемненому експерименті.
Три широкі дослідницькі галузі, що становлять інтерес для цієї місії: стратиграфія поверхні/підповерхневого шару та процеси відновлення поверхні; вивчення хімії атмосфери, динаміки та варіацій складу; вивчення сонячного випромінювання та взаємодії сонячного вітру з іоносферою Венери при вивченні структури, складу та динаміки атмосфери.

## Стан справ
19 квітня 2017 року ISRO зробила «Оголошення про можливості» (AO) пошуку пропозицій щодо наукового корисного навантаження від індійських наукових кіл на основі загальних специфікацій місії. 6 листопада 2018 року ISRO зробила ще одне «Оголошення про можливості», запропонувавши міжнародній науковій спільноті пропозиції щодо корисного навантаження. Доступне корисне навантаження для наукових досліджень збільшено від 100 кг до 175 кг, вказаних у першому AO. Станом на кінець 2018 року місія Шукраян-1 перебувала на стадії вивчення конфігурації, і ISRO не вимагало повного схвалення уряду Індії. Директор IUCAA Сомак Райчаудхурі 2019 року заявив, що частиною місії може бути зонд, схожий на дрон.
В оновленій інформації, наданій Комітету з декадної планетарної науки НАСА, науковиця ISRO Т. Марія Антоніта сказала, що запуск очікується в грудні 2024 року і є резервна дата на 2026 рік. Станом на листопад 2020 року ISRO відібрав 20 міжнародних пропозицій, серед яких співпраця з Францією, Швецією, Німеччиною та Росією. Шведський інститут космічної фізики співпрацює з ISRO для місії Шукроян-1.

## Можлива співпраця з Францією
Космічні агентства Індії (ISRO) та Франції (CNES) обговорюють можливість співробітництва в цій місії та спільної розробки технологій автономної навігації та аеродинамічного гальмування.
Крім того, французький астрофізик Жак Бламон, який має досвід роботи у програмі «Вега», висловив У. Р. Рао інтерес до використання для вивчення атмосфери Венери надутих повітряних куль. Як і в радянських місіях «Вега», аеростатні зонди можна було б запускати з орбітального апарата та проводити тривалі спостереження під час польоту у відносно м'яких верхніх шарах атмосфери планети. ISRO погодився розглянути пропозицію щодо використання балонного зонда, що несе 10 кг корисного навантаження для вивчення хімічного складу атмосфери на висоті до 55 км над поверхнею.

## Наукові інструменти
Очікується, що орбітальний апарат нестиме 100 кг наукових інструментів, виготовлених Індією та іншими країнами. Станом на грудень 2019 року, до попереднього списку потрапили 16 індійських та 7 міжнародних інструментів. Деякі з них буде вибрано.

### Індійські прилади
- Venus L та S-діапазони SAR
- VARTISS (ВЧ радар)
- VSEAM (коефіцієнт випромінювання поверхні)
- VTC (тепловізійна камера)
- VCMC (хмарний моніторинг)
- LIVE (датчик блискавки)
- ВАСП (спектрополяриметр)
- SPAV (сонячна затемнювальна фотометрія)
- NAVA (тепловізор Airglow)
- РАВІ (експеримент RO)*
- ETA (електронний аналізатор температури)
- RPA (аналізатор гальмівного потенціалу)
- Мас-спектрометр
- VISWAS (аналізатор плазми)*[27]
- VREM (радіаційне середовище)
- SSXS (сонячний м'який рентгенівський спектрометр)
- VIPER (детектор плазмових хвиль)
- VODEX (експеримент із пилом)

* RAVI та VISWAS пропонуються як співробітництво з Німеччиною та Швецією.

### Міжнародні прилади
- Пристрої терагерцового діапазону для створення потужних радіолокаційних імпульсів. Запропоновано НАСА[28].

Два прилади зі списку — російські, обидва планують досліджувати атмосферу Венери. Виготовлені в ІКД РАН та в Московському фізико-технічному інституті:
- VIRAL: спектрометричний комплекс, Інститут космічних досліджень, Москва та LATMOS, Франція[30].
- ІВОЛГА: спектрометр надвисокої роздільності на гетеродинному принципі для вивчення структури та динаміки мезосфери Венери.